# آب لب‌شور
آبِ لب‌شور، (به انگلیسی: Brackish water) آبی است که میزان نمک در آن از آبِ شیرین بیشتر و از آب دریا کمتر باشد. آب لب‌شور آبی است که کل مواد جامد آن بین ۱۵۰۰ تا ۵۰۰۰ میلی‌گرم در لیتر باشد و معمولاً در اثر مخلوط شدن آب دریا و آب رودخانه‌هایی که به دریا می‌ریزد پیدا می‌شود. همچنین برخی دریاچه‌ها و تالاب‌ها ممکن است دارای آب لب‌شور باشند و نیز در مناطق نزدیک به دریا، آب چاه به علت نفوذ آب دریا لب شور هستند. آب‌های لب‌شور به راحتی با تکنولوژی تصفیه آب اسمزمعکوس قابل تصفیه‌شدن و شیرین‌سازی هستند.

## زیستگاه‌های آب لب‌شور

### مصب‌ها
شرایط آب لب‌شور معمولاً زمانی رخ می‌دهد که آب شیرین به آب دریا می‌رسد. در واقع، گسترده‌ترین زیستگاه‌های آب لب‌شور در سراسر جهان، مصب‌ها هستند، جایی که یک رودخانه به دریا می‌رسد.
رودخانه تیمز که از میان لندن می‌گذرد، یک مصب رودخانه‌ای کلاسیک است. شهر تدینگتون، چند مایلی غرب لندن، مرز بین بخش‌های جزر و مدی و غیر جزر و مدی تیمز را نشان می‌دهد، اگرچه تا شرق باترسی نیز همچنان یک رودخانه آب شیرین در نظر گرفته می‌شود، زیرا میانگین شوری بسیار پایین است و جانوران ماهی عمدتاً از گونه‌های آب شیرین مانند سیاه‌ماهی، سفیدماهی، کپور، سوف و اردک‌ماهی تشکیل شده‌اند. مصب تیمز بین باترسی و گریوزند لب‌شور می‌شود و تنوع گونه‌های ماهی آب شیرین موجود کمتر است، عمدتاً سیاه‌ماهی و سفیدماهی؛ گونه‌های دریایی یوریهالین (تحمل‌کننده شوری گسترده) مانند کفال، باس اروپایی، کفال و ماهی سیمین بسیار رایج‌تر می‌شوند. بیشتر به سمت شرق، شوری افزایش می‌یابد و گونه‌های ماهی آب شیرین به طور کامل با گونه‌های دریایی یوریهالین جایگزین می‌شوند، تا زمانی که رودخانه به گریوزند می‌رسد، در این نقطه شرایط کاملاً دریایی می‌شود و جانوران ماهی شبیه به دریای شمال مجاور می‌شوند و شامل گونه‌های دریایی یوریهالین و استنوهالین (تحمل‌کننده شوری محدود) می‌شوند. یک الگوی جایگزینی مشابه را می‌توان در مورد گیاهان آبزی و بی‌مهرگان ساکن رودخانه مشاهده کرد.
این نوع توالی اکولوژیکی از اکوسیستم آب شیرین به اکوسیستم دریایی، برای مصب‌های رودخانه‌ای معمولی است. مصب‌های رودخانه‌ای نقاط توقف مهمی در طول مهاجرت گونه‌های ماهی آنادروموس (مهاجرت از دریا به آب شیرین برای تخم‌ریزی) و کاتادروموس (مهاجرت از آب شیرین به دریا برای تخم‌ریزی)، مانند ماهی آزاد، شاد و مارماهی هستند و به آنها فرصت می‌دهند تا گروه‌های اجتماعی تشکیل دهند و با تغییرات شوری سازگار شوند. ماهی آزاد آنادروموس است، به این معنی که در دریا زندگی می‌کند اما برای تخم‌ریزی به رودخانه‌ها صعود می‌کند؛ مارماهی کاتادروموس است، در رودخانه‌ها و نهرها زندگی می‌کند، اما برای تولید مثل به دریا باز می‌گردد. علاوه بر گونه‌هایی که از طریق مصب‌ها مهاجرت می‌کنند، بسیاری از ماهیان دیگر از آنها به عنوان "پرورشگاه" برای تخم‌ریزی یا به عنوان مکان‌هایی که ماهی‌های جوان می‌توانند قبل از نقل مکان به جای دیگر تغذیه و رشد کنند، استفاده می‌کنند. شاه‌ماهی و کفال دو گونه تجاری مهم هستند که از مصب تیمز برای این منظور استفاده می‌کنند.
مصب‌ها همچنین معمولاً به عنوان مناطق ماهیگیری و مکان‌هایی برای پرورش یا نگهداری ماهی استفاده می‌شوند. به عنوان مثال، مزارع ماهی آزاد اقیانوس اطلس اغلب در مصب‌ها قرار دارند، اگرچه این موضوع بحث‌برانگیز بوده است، زیرا با این کار، پرورش‌دهندگان ماهی، ماهی‌های وحشی مهاجر را در معرض تعداد زیادی انگل خارجی مانند شپش دریایی قرار می‌دهند که از قفس‌هایی که ماهی‌های پرورشی در آن نگهداری می‌شوند، فرار می‌کنند .

### حراها
یکی دیگر از زیستگاه‌های مهم آب لب‌شور، باتلاق حرا یا مانگال است. بسیاری از باتلاق‌های حرا، اگرچه نه همه آنها، در حاشیه مصب‌ها و تالاب‌ها قرار دارند، جایی که شوری با هر جزر و مد تغییر می‌کند. از جمله تخصصی‌ترین ساکنان جنگل‌های حرا می‌توان به گل‌خورک‌ها، ماهیانی که در خشکی به دنبال غذا می‌گردند، و تیراندازماهی‌ها، ماهیانی شبیه سوف که به حشرات و سایر حیوانات کوچک ساکن درختان "تف" می‌کنند و آنها را به داخل آب می‌اندازند تا خورده شوند، اشاره کرد. مانند مصب‌ها، باتلاق‌های حرا زیستگاه‌های تولید مثل بسیار مهمی برای بسیاری از ماهیان هستند، به طوری که گونه‌هایی مانند سرخو، نیم‌منقار و تارپون در میان آنها تخم‌ریزی یا بالغ می‌شوند. علاوه بر ماهی‌ها، بسیاری از حیوانات دیگر از حراها استفاده می‌کنند، از جمله گونه‌هایی مانند تمساح آب شور، تمساح آمریکایی، میمون پوزه‌دار، لاک‌پشت پشت‌الماسی و قورباغه خرچنگ‌خوار (Fejervarya cancrivora، قبلاً Rana cancrivora). حراها مکان‌های مهم لانه‌سازی برای گروه‌های متعددی از پرندگان مانند حواصیل‌ها، لک‌لک‌ها، کفچه‌نوک‌ها، اکراس‌ها، ماهی‌خورک‌ها، آبچلیک‌ها و پرندگان دریایی هستند.
اگرچه اغلب مملو از پشه‌ها و سایر حشراتی هستند که آنها را برای انسان ناخوشایند می‌کنند، باتلاق‌های حرا مناطق حائل بسیار مهمی بین خشکی و دریا هستند و به ویژه یک دفاع طبیعی در برابر آسیب‌های ناشی از طوفان و سونامی محسوب می‌شوند.
سونداربانس و بهیتارکانکا مانگرو دو تا از بزرگترین جنگل‌های حرا در جهان هستند که هر دو در سواحل خلیج بنگال قرار دارند.